# Нијепор-Делаж NiD-37
Нијепор-Делаж NiD-37 (фр. Nieuport-Delage NiD-37) је једноседи ловачки авион направљен у Француској. Авион је први пут полетео 1923. године. 

Највећа брзина у хоризонталном лету је износила 200 km/h. Размах крила је био 11,80 метара а дужина 7,16 метара. Маса празног авиона је износила 980 килограма, а нормална полетна маса 1420 kg.

## Наоружање
| Наоружање авиона: Нијепор-Делаж |          |
| Ватрено (стрељачко) наоружање   |          |
| Топ                             |          |
| Митраљез                        |          |
| Број и ознака митраљеза         | 2 Викерс |
| Калибар                         | 7,7      |
| Бомбардерско наоружање (бомбе)  |          |
| Ракетно наоружање (ракете)      |          |